# Ovídio Fernandes Trigo de Loureiro
Ovídio Fernandes Trigo de Loureiro (São Paulo, 1828 — Rio de Janeiro, 26 de novembro de 1904) foi um juiz, desembargador e político brasileiro.

## Biografia
Filho de Lourenço Trigo de Loureiro, formou-se em Ciências Jurídicas e Sociais na Faculdade de Direito da Universidade de São Paulo, em 1848.
Foi nomeado ministro do Supremo Tribunal Federal (STF) por decreto de 14 de junho de 1890, na vaga surgida pelo falecimento de Luís José de Sampaio. Tomou posse em 18 de junho. Com a organização do STF, no período republicano, foi nomeado novamente, em decreto de 12 de novembro de 1890, com a posse em 28 de fevereiro de 1891.
Exerceu o cargo de Procurador-geral da República de 18 de setembro a 29 de setembro de 1894, quando foi aposentado.
Morreu no Rio de Janeiro em 26 de novembro de 1904 e foi sepultado no Cemitério São João Batista.